# ティナ・ジャメ
ティナ ジャメ（TINA JAME）は、日本のベリーダンサー、インストラクター、振付師。

## 略歴
千葉県出身、両親はイラン人で姉もいるが姉はイラン生まれでティナが生まれる前に来日した。母は専業主婦、父は大型トラックの運転手をしていて夏休みには一緒に乗って大阪などを旅した。

ベリーダンスを始めたのは高校生になってから。自炊はよくしており和食が主、「物心ついた時から、和食大好き」と言い、デザートよりも酢の物を欲しがる子どもだった。高校時代、日本人の友人とハワイへ卒業旅行に行こうとしたが、日本国籍が無いためビザが下りず行けなかった。
現在は東京を拠点にショーダンサー、インストラクターとして活動中。国際的プロ部門の大会で優勝経験有り。古き良き時代の踊りや音楽をこよなく愛し、モダンスタイルと融合させ独自のスタイルを確立してるベリーダンスが特徴的。近日では中近東音楽を国内で広げる為に音楽制作活動にも新たに取り組みはじめている。bellydance studio jam 主宰

## メディア出演
テレビ
- 「たけしのニッポンのミカタ!」(テレビ東京、2020年7月放送)
- 「家、ついて行ってイイですか?」(テレビ東京、2023年9月3日放送)